# Jean Dionis du Séjour
 (septembre 2024).
Jean Dionis du Séjour, dit Jean Dionis, né le 21 septembre 1956 à Agen (Lot-et-Garonne), est un homme politique français. Membre du Mouvement démocrate (MoDem), il est maire d'Agen depuis le 22 mars 2008.
Député de la 1re circonscription de Lot-et-Garonne pour deux mandats, de 2002 à 2012, il est l'un des quatre vice-présidents de la commission des Affaires économiques, de l'Environnement et du Territoire de l'Assemblée nationale sous la XIIIe législature.
En 2015, il est élu conseiller régional de Nouvelle-Aquitaine et préside le groupe UDI de cette même assemblée jusqu'à son départ de l'UDI pour le MoDem, après lequel il crée un nouveau groupe, l'Union centriste de Nouvelle-Aquitaine, qu'il préside.

## Biographie
Il réside au Passage d'Agen en Lot-et-Garonne.

### Carrière professionnelle
Ingénieur diplômé de l'École centrale Paris (promotion 1979), il travaille en Afrique, puis dans l'industrie aérospatiale. Il a œuvré comme ingénieur (spécialisé dans les systèmes d'information) à la Caisse des dépôts et consignations et chez Matra à Toulouse.

### Carrière politique
En 1989, Paul Chollet, nouvellement élu maire UDF d'Agen, l'appelle comme directeur de cabinet puis directeur général des services, puis, au lendemain des élections municipales de 1995, comme deuxième adjoint, chargé des finances, lorsqu'il est membre du Centre des démocrates sociaux (CDS). En 2001, la liste de droite sur laquelle il est en deuxième position est battue aux élections municipales par celle du candidat PS, Alain Veyret. Il démissionne de son poste de conseiller municipal d'opposition en 2004.
Il est élu député de la première circonscription de Lot-et-Garonne en 2002 et réélu à ce poste en 2007, puis battu en 2012 par Lucette Lousteau. 
Le 16 mars 2008, au 2d tour des élections municipales à Agen, sa liste bat la liste conduite par le maire sortant, le socialiste Alain Veyret.

#### Élections législatives de 2002
Il profite de la vague bleue de 2002 pour ravir le siège de député de la 1re circonscription de Lot-et-Garonne, battant Alain Veyret.
Responsable du pôle « Nouvelles Technologies » au sein de l'UDF, il est rapporteur de la loi pour la confiance dans l'économie numérique, ou LCEN, définitivement adoptée le 13 mai 2004. Certaines de ses dispositions ont été vigoureusement combattues par les défenseurs de la liberté d'expression et les militants du logiciel libre.
Il est ensuite porte-parole UDF tout au long des débats parlementaires sur le projet de loi DADVSI. À la différence de François Bayrou qui vote contre, il fait partie des vingt-deux députés de diverses formations politiques à s'être abstenus lors du scrutin sur la loi DADVSI (séance du 21 mars 2006).

#### Élections présidentielles de 2007
Fidèle à sa famille politique, il soutient François Bayrou au premier tour de la campagne présidentielle de 2007. Au second tour, il soutient Nicolas Sarkozy face à Ségolène Royal.

#### Élections législatives de 2007
Candidat Nouveau Centre de la majorité présidentielle, il bat son concurrent socialiste Christian Dezalos au second tour des élections législatives, avec 53,57 % des voix.

#### Élections municipales de 2008
Pour les élections municipales de 2008, Jean Dionis du Séjour présente une liste d'union de la droite (UMP-NC), face aux deux listes de gauche : la liste d'Alain Veyret, maire socialiste sortant, ainsi qu'une liste d'extrême gauche. Au 2d tour, sa liste bat, avec 52,25 % des suffrages exprimés, la liste conduite par le maire sortant. Il est l'un des rares candidats centristes dans une ville moyenne à réussir à battre un maire sortant de gauche à ce scrutin.

#### Élections législatives de 2012
Après les retraits successifs de la course à la présidentielle de Jean-Louis Borloo et d'Hervé Morin, Jean Dionis du Séjour soutient Nicolas Sarkozy dès le premier tour de l'élection. En retour, il obtient qu'aucun candidat UMP ne se présente dans la 1re circonscription de Lot-et-Garonne. En dépit de cet accord, une candidate divers droite et un candidat MoDem se présentent au premier tour des législatives et il arrive 7 points devant Lucette Lousteau (PS), si bien qu'avec un Front national à 16,10 %, il lui manque un réservoir de voix suffisant pour prétendre s'imposer au second tour. Il est finalement battu en ne regroupant que 47,98 % des voix derrière lui.

#### Élections municipales de 2014
La liste de Jean Dionis du Séjour, « Agen Même 2014 », soutenue par l'UDI, l'UMP et le Modem, remporte l'élection dès le premier tour avec 52,19 % des voix, devant la liste d'union de la gauche du candidat du PS Emmanuel Eyssalet, 21,86 % des voix, ainsi que celle de la candidate FN, Hélène Collet, qui a obtenu 16,00 % des voix.

#### Élections législatives de 2017
Candidat aux élections législatives de 2017 pour reprendre son ancien siège à l'Assemblée nationale sous la bannière UDI-LR, il est battu au second tour par le candidat LREM, Michel Lauzzana, par 56,85 % des voix contre 43,15 %, alors que LREM remporte les trois circonscriptions du département.

## Décorations
Il est nommé chevalier dans l'ordre national de la Légion d'honneur lors de la promotion du Nouvel An 2015.